# ارنست رایت الکساندر
ارنست رایت الکساندر (انگلیسی: Ernest Alexander; ۲ اکتبر ۱۸۷۰ – ۲۵ اوت ۱۹۳۴) فرد نظامی اهل بریتانیا بود. وی همچنین برندهٔ جوایزی همچون صلیب ویکتوریا شده‌است.